# Benoît Georget
Pour les articles homonymes, voir Georget.
Benoît Georget, né le 9 mai 1970 au Mans (Sarthe) et mort le 30 novembre 2012 à Dunkerque, était un joueur français de basket-ball. Il joue au poste d'arrière.

## Biographie
Après sa carrière de basketteur professionnel, il était devenu dirigeant d'une société de gestion du patrimoine dans le Nord de la France.
Il est décédé le 30 novembre 2012 à l'âge de 42 ans d'une crise cardiaque.

## Distinction
Il a remporté le concours de tir à trois points lors du All Star Game 2002.

## Clubs
- 1991-1995 :  Blois (Nationale 2)
- 1995-1997 :  Maurienne (Pro B)
- 1997-2000 :  Châlons-en-Champagne (Pro B) puis (Pro A)
- 2000-2004 :  Gravelines (Pro A)